# Kuhstall

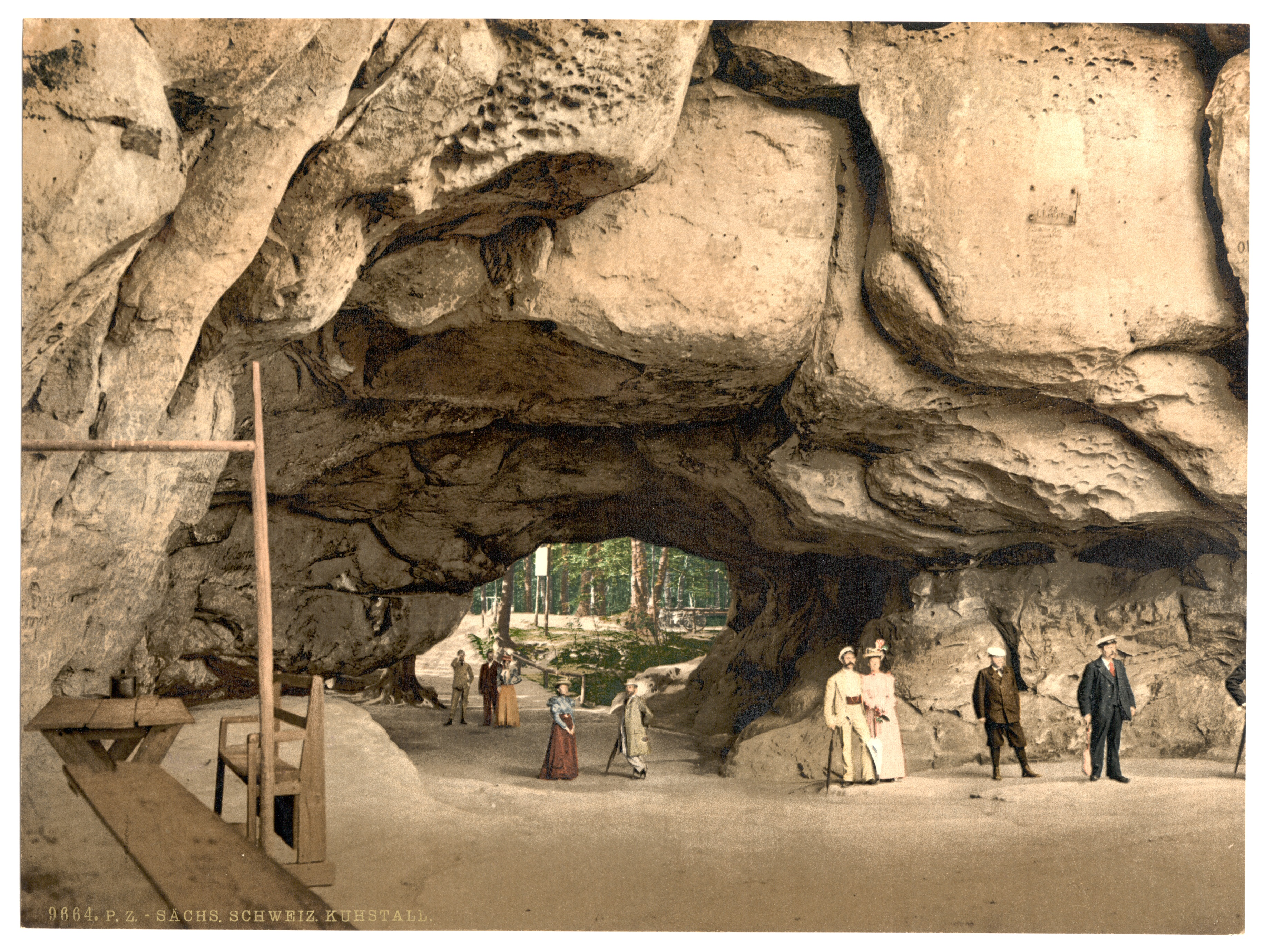
turisté na Kuhstallu (okolo roku 1900)

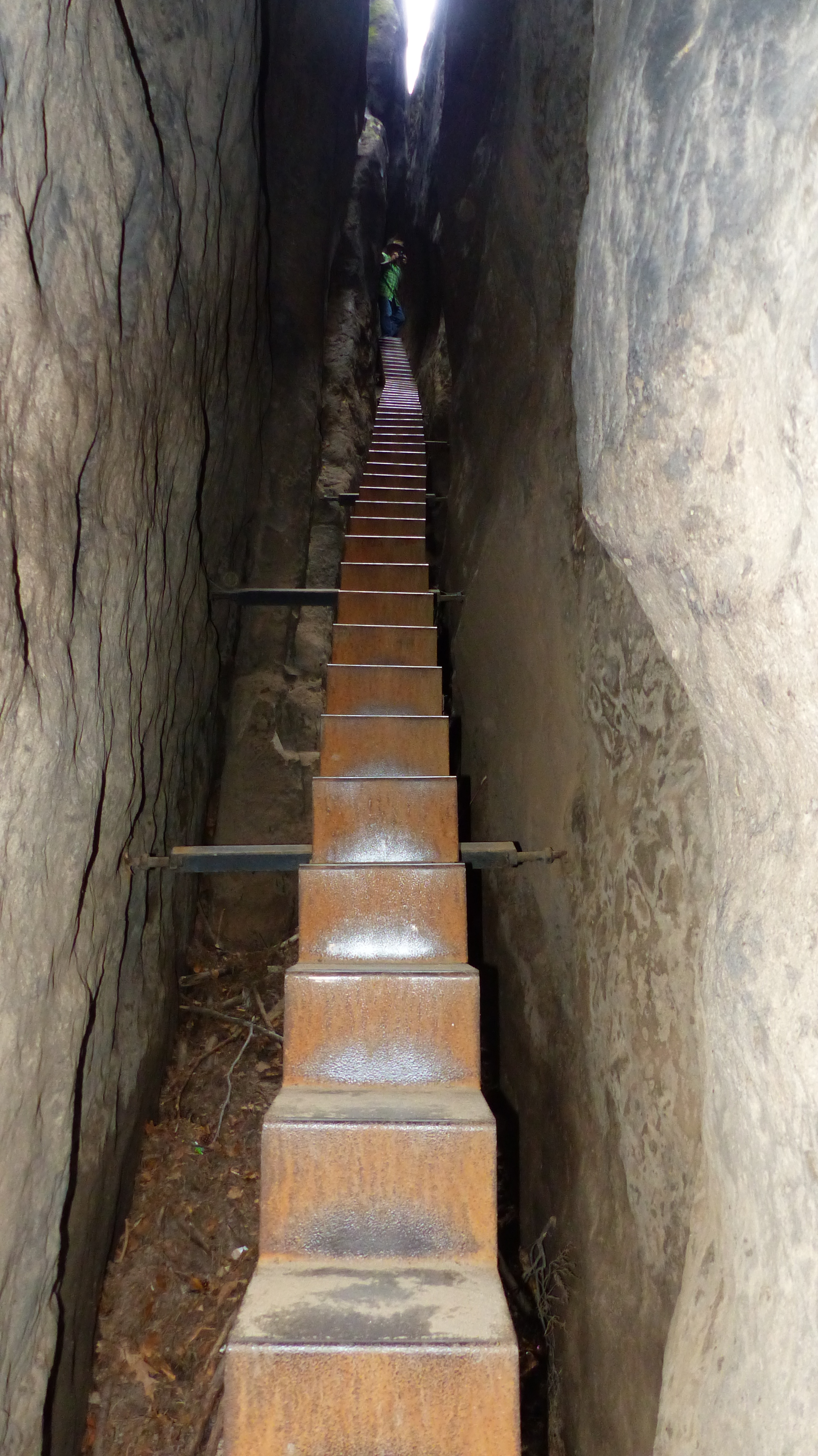
Schodiště Jákobův žebřík na Kuhstallu

Kuhstall (něm. kravín) je druhá největší skalní brána v Labských pískovcích po Pravčické bráně. Nachází se ve skalním hradu Neuer Wildenstein v nadmořské výšce 337 m. Nalézá se v zadním Saském Švýcarsku asi 1 km východně od Lichtenhainského vodopádu nad údolím Kirnitzschtal. Nachází se na území Národního parku Saské Švýcarsko.

## Původ jména
Jméno Kuhstall pochází buď z toho, že místní obyvatelé v této velmi široké skalní bráně schovávali svůj dobytek během třicetileté války nebo ze skutečnosti, že zde byla stáj již původního středověkého hradu Neuer Wildenstein.

## Popis
Skalní brána je vynikající výhledové místo. Přibližně v polovině skalního útvaru se nalézá strmé schodiště nazývané "Jákobův žebřík" vedoucí úzkou štěrbinou na další panoramatickou vyhlídku na zadní Saské Švýcarsko.